# Клаусс, Улдис Мартиньш
Улдис Мартиньш Клаусс (латыш. Uldis Mārtiņš Klauss; 9 ноября 1929 — 31 июля 2012) — латвийский политик и менеджер. Гражданин США. Член партии Новое время. Депутат 8 Сейма Латвии (2002 год). Менеджер в банке Banker Trust и Bank of New York (1991 год). Советником президента Банка Латвии (1993 г.). Соавтор программы экономического восстановления «Латвия −2000» (1992 год, в соавторстве с Ояром Кехрисом, Улдисом Осисом, Илмаром Римшевичем)
В 1957 году окончил Колумбийский университет в Нью-Йорке, получив степень бакалавра в экономике. В 1959 году получил степень магистра в области маркетинга.